# Tylos granulatus
Tylos granulatus is een pissebed uit de familie Tylidae. De wetenschappelijke naam van de soort is voor het eerst geldig gepubliceerd in 1843 door Krauss.